# Just Stand Up!
Just Stand Up! ist ein Song der All-Star-Charity-Gruppe Artists Stand Up to Cancer, bestehend aus Pop-, R&B-, Rock- und Country-Künstlerinnen. Die Live-Version wurde während des Spendenmarathons Stand Up to Cancer ausgestrahlt.

## Hintergrund
Der US-amerikanische Songwriter und Produzent Antonio „L.A.“ Reid konzipierte den Song nach einem Treffen mit den Gründerinnen von Stand Up to Cancer. Der Song wurde von dem amerikanischen Sänger Babyface und Ronnie Walton geschrieben. Reid produzierte den Track gemeinsam mit Babyface. Dies markierte die erste Zusammenarbeit der beiden seit fast 20 Jahren.
Die Single wurde am 21. August 2008 als Download veröffentlicht und enthält sowohl die Studio- als auch die Liveversion.
Die Sängerinnen sangen den Song live bei dem Spendenmarathon „Stand Up to Cancer“, der gleichzeitig auf den US-Fernsehsendern ABC, CBS und NBC am 5. September 2008 ausgestrahlt wurde. Alle ursprünglichen Künstlerinnen erschienen für den Auftritt, mit Ausnahme von LeAnn Rimes, Sheryl Crow und Melissa Etheridge. Zur Unterstützung sang Nicole Scherzinger von den Pussycat Dolls Gesangs-Teile von Sheryl Crow. Die Live-Performance ist etwas anders als der originale Song und auf der Single mit enthalten. Das Live-Musikvideo ist auf iTunes erhältlich.
Die Single wurde erneut am 30. September 2008 veröffentlicht, wobei die Original-Aufnahme, sowie die Version der Live-Performance vorhanden sind. Auf der CD befindet sich außerdem ein Video der Liveaufnahme.

## Interpreten (in der Reihenfolge ihres Auftretens)
- Beyoncé
- Carrie Underwood
- Rihanna
- Miley Cyrus
- Sheryl Crow (nur auf der Studio-Version) beziehungsweise Nicole Scherzinger (nur auf der Live-Version)
- Fergie
- Leona Lewis
- Keyshia Cole
- Natasha Bedingfield
- LeAnn Rimes (nur auf der Studio-Version)
- Melissa Etheridge (nur auf der Studio-Version)
- Mary J. Blige
- Ciara
- Mariah Carey
- Ashanti

## Kommerzieller Erfolg

### Chartplatzierungen
Der Song debütierte in den Billboard Hot 100 auf Platz 78 in der Woche vom 13. September 2008. In der nächsten Woche hatte der Song seine größten Verkäufe und sprang 67 Plätze hoch auf Platz 11. In der nächsten Woche fiel der Song auf Platz 36 zurück. In den britischen Singlecharts debütierte das Stück auf Platz 26, bevor er letztendlich die Chartspitze erreichte. In den Canadian Hot 100 startete er auf Platz 10 in der Woche vom 11. September 2008.

### Auszeichnungen für Musikverkäufe
Am 15. Oktober 2010 wurde das Lied von RIAA mit Doppel-Platin und das Live-Musikvideo mit Gold ausgezeichnet.
| Land/Region               | Auszeichnungen für Musikverkäufe (Land/Region, Auszeichnung, Verkäufe) | Verkäufe  |
| ------------------------- | ---------------------------------------------------------------------- | --------- |
| Vereinigte Staaten (RIAA) | 2× Platin                                                              | 2.000.000 |
| Insgesamt                 | 2× Platin ·                                                            | 2.000.000 |